# Хенцины
Хенцины (пол. Chęciny)  —  город  в Польше, входит в Свентокшиское воеводство,  Келецкий повят.  Имеет статус городско-сельской гмины. Занимает площадь 14,12 км². Население — 4252 человек (на 2006 год).

## История
Впервые упомянут в 1275 г. Статус города с 1325 г. На холме над городом в XIII—XIV вв. возведён королевский замок, с XVIII в. необитаемый. В XVII—XIX вв. значим как штетл.

## Достопримечательности
- Пещера Рай
- Хенцинский замок

## Другие факты
С 1855 по 1967 год железнодорожная станция Волица недалеко от города называлась «Хенцины».